# Trần Viết Tiến
Trần Viết Tiến (sinh ngày 09 tháng 12 năm 1968) là một sĩ quan cấp cao trong Quân đội nhân dân Việt Nam, Giáo sư, Tiến sĩ, Thầy thuốc ưu tú, hàm Trung tướng, từng giữ các chức vụ: Giám đốc Bệnh viện Quân y 103 (2016 – 2024); Phó Giám đốc Học viện Quân y (tháng 3/2024 – tháng 10/2024). Hiện ông đang là Giám đốc Học viện Quân y.

## Thân thế và sự nghiệp
- Ông Trần Viết Tiến quê quán ở xã Tam Sơn, huyện Tiên Sơn, tỉnh Hà Bắc (nay là phường Tam Sơn, thành phố Từ Sơn, tỉnh Bắc Ninh). Một miền quê nổi danh bậc nhất cả nước với truyền thống khoa bảng từ thời phong kiến. Tam Sơn là nơi duy nhất trong cả nước có đủ Tam khôi với 2 Trạng nguyên, 1 Bảng nhãn, 1 Thám hoa. Đó là các Trạng nguyên: Nguyễn Quán Quang (1246), Ngô Miễn Thiệu (1518); Bảng nhãn Ngô Thầm (1493) và Thám hoa Ngô Sách Tố (1721). Nếu tính rộng hơn trong toàn bộ các kỳ thi Đình thì Tam Sơn có 22 vị đỗ đại khoa (Tiến sĩ Nho học).[1][2]

Bởi vậy, dân gian mới có câu rằng: 
Tam Sơn có  đất ba gò
Của trời vô tận một kho nhân tài.
- Tiếp nối truyền thống hiếu học của các bậc tiền bối, ông trở thành sinh viên ngành Bác sĩ y khoa hệ quân sự của Học viện Quân y từ tháng 9/1985.[3]
- Từ tháng 9/1991, ông làm Bác sĩ điều trị, Khoa Truyền nhiễm, Bệnh viện Quân y 103.[3]
- Từ tháng 9/1995 đến tháng 12/1997, ông đi thực tập sinh tại Hôpital d'instruction des armées Laveran (tạm dịch: Bệnh viện Huấn luyện Quân y Laveran) ở thành phố Marseille, miền Nam nước Pháp.[3] Đây là một bệnh viện quân y được đặt theo tên của vị bác sĩ quân y, nhà ký sinh trùng học lừng danh người Pháp Alphonse Laveran, người từng đạt giải Nobel Y học năm 1907.
- Từ tháng 01/1998 đến tháng 10/1998, ông về nước tiếp tục công tác tại Khoa Truyền nhiễm, Bệnh viện Quân y 103.[3]
- Từ tháng 10/1998 đến tháng 4/2004, ông học Nghiên cứu sinh chuyên ngành Bệnh Truyền nhiễm, Học viện Quân y.[3]
- Tháng 5/2005, ông được bổ nhiệm Phó Chủ nhiệm Khoa Truyền nhiễm, Bệnh viện Quân y 103.[3]
- Từ tháng 11/2005, ông được bổ nhiệm vào ngạch Giảng viên, Bộ môn Truyền nhiễm, Học viện Quân y.[3]
- Tháng 11/2008, ông được bổ nhiệm Chủ nhiệm Khoa Truyền nhiễm, Bệnh viện Quân y 103.[3]
- Tháng 7/2010, ông được bổ nhiệm Phó Giám đốc Bệnh viện Quân y 103.[3]
- Tháng 4/2016, ông được bổ nhiệm Giám đốc Bệnh viện Quân y 103.[3]
- Tháng 11/2022, Cụm công trình khoa học nghiên cứu ứng dụng kỹ thuật tiên tiến trong chẩn đoán, điều trị bệnh đường hô hấp do ông là đồng tác giả cùng với PGS.TS Nguyễn Viết Nhung và 21 chuyên gia khác đã được trao Giải thưởng Hồ Chí Minh đợt VI.[4][5]
- Tháng 3/2024, ông được bổ nhiệm Phó Giám đốc Học viện Quân y. Người kế nhiệm ông trên vai trò Giám đốc Bệnh viện Quân y 103 là một chuyên gia ngành Nội Tim mạch; Đại tá, PGS.TS Lương Công Thức.[6][7]
- Tháng 5/2024, Hội đồng Giáo sư Nhà nước ban hành Quyết định số 06/QĐ-HĐGSNN ngày 31/5/2024 về việc thành lập 28 Hội đồng Giáo sư ngành, liên ngành để phục vụ công tác xét công nhận chức danh GS, PGS năm 2024. Theo đó, GS.TS Trần Viết Tiến được chọn là 1 trong 15 thành viên của Hội đồng Giáo sư ngành Y học.[8][9][10] Đây cũng năm đầu tiên ông được nhận nhiệm vụ này.
- Chiều ngày 30 tháng 10 năm 2024, tại trụ sở Học viện Quân y dưới sự chứng kiến của Thượng tướng Vũ Hải Sản (Thứ trưởng Bộ Quốc phòng) đã diễn ra lễ bàn giao chức trách, nhiệm vụ Giám đốc Học viện Quân y giữa ông Nguyễn Xuân Kiên và ông Trần Viết Tiến. Qua đó, ông Trần Viết Tiến là Giám đốc Học viện thứ 10 trong lịch sử Học viện Quân y.[11]
- Tháng 12/2024, ông được thăng quân hàm Trung tướng.

## Thành tích
- Tháng 11/2013, ông được Hội đồng Giáo sư Nhà nước công nhận đạt tiêu chuẩn chức danh Phó Giáo sư ngành Y học. Sau đó, ông được Học viện Quân y bổ nhiệm chức danh PGS vào tháng 3/2015.[3]
- Tháng 2/2017, nhân dịp kỷ niệm 62 năm Ngày Thầy thuốc Việt Nam, ông được Chủ tịch nước Trần Đại Quang ký phong tặng danh hiệu Thầy thuốc Ưu tú theo Quyết định số 367/QĐ-CTN ngày 24/2/2017.
- Tháng 8/2019, ông được công nhận đạt tiêu chuẩn chức danh Giáo sư.[12] Đến tháng 12 cùng năm, ông được Học viện Quân y bổ nhiệm chức danh Giáo sư. [13]

## Đời tư
Ông kết hôn cùng một nữ đồng nghiệp cùng công tác tại Bệnh viện Quân y 103, Học viện Quân y. Bà là Đại tá, PGS.TS Nguyễn Thị Phi Nga sinh năm 1968, quê ở Ba Vì, Hà Nội. Nguyên Chủ nhiệm Khoa Khớp và Nội tiết (Khoa A11), Bệnh viện Quân y 103.

## Lịch sử thụ phong quân hàm
|         |          |           |        |          |          |           |        |             |             |  |  |  |  |  |  |  |  |  |  |  |  |  |  |  |  |
| Cấp bậc | Trung úy | Thượng úy | Đại úy | Thiếu tá | Trung tá | Thượng tá | Đại tá | Thiếu tướng | Trung tướng |  |  |  |  |  |  |  |  |  |  |  |  |  |  |  |  |